# とやマルシェ
とやマルシェ（英: TOYAMARCHE）は、富山県富山市にある富山駅の構内（駅ナカ）の商業施設である。

## 概要
JR西日本SC開発の子会社である富山ターミナルビル株式会社が、北陸新幹線開業に合わせて2015年（平成27年）3月14日に開業させた。前身は「とやま駅特選館」である。

## フロア構成
「きときと市場とやマルシェ」、「とやマルシェのれん横丁」、「とやマルシェEAST de Meets」、「セブン-イレブン ハートイン」の4エリアからなる。

### きときと市場とやマルシェ
所在地：富山市明輪町1-220
富山駅新幹線高架下に位置し、南口駅前広場、東西自由通路及び中2階改札口より連絡が可能である。富山県の自然をモチーフとして、建物のエクステリアは木目調のルーバーを使用しており、また南側出入口には富山県産杉を用いた組子細工を取入れている。これに加えて、インテリアには富山のガラス細工や井波の欄間彫刻を取入れた。訪日外国人の利用を視野に、施設内においては富山Wi-Fiが利用可能となっている。

### とやマルシェのれん横丁
所在地：富山市明輪町1番90号
飲食店が6店舗入居している。

### とやマルシェEAST de Meets
所在地：富山市明輪町1番70号
飲食店が4店舗入居している。

### セブン-イレブン ハートイン
所在地：富山市明輪町75-4
セブン-イレブンハートインあいの風鉄道富山駅店がある。

## 年表
- 2013年（平成25年）
  - 5月9日 - JR西日本が、北陸新幹線開業後の当駅駅舎高架下に商業施設を整備する旨をアナウンスする[5]。
  - 9月4日 - 富山ターミナルビルが、出店希望者に向け説明会を行い、同施設の建設概要についてリリースする[6]。
- 2014年（平成26年）
  - 3月28日 - 北陸新幹線高架下の商業施設の名称を「きときと市場とやマルシェ」「クラルテ」とする旨を決定する[7]。
  - 12月11日 - 北陸新幹線高架下の商業店舗の入居店舗および開業日が決定する[8]。
- 2015年（平成27年）
  - 3月14日 - 北陸新幹線長野駅 - 金沢駅間開業に合せ、「きときと市場とやマルシェ」「クラルテ」がオープンする[9]。
- 2016年（平成28年）4月15日 - 洋菓子を取扱う「あるぺん村」の店舗が入居する[10]。
- 2020年（令和2年）
  - 3月19日 - あいの風とやま鉄道線高架下の商業施設の名称および入居店舗が決定する[11]。
  - 5月9日 - 「とやマルシェのれん横丁」「とやマルシェEATS de Meets」が一部開業[12]。
  - 6月1日 - 「とやマルシェのれん横丁」「とやマルシェEAST de Meets」がグランドオープン。当初は4月27日のグランドオープンを予定していたが、新型コロナウイルスの影響で延期されていた[13]。